# Mario Martinez (súlyemelő)
Mario Alvarez Martinez (Salinas, Kalifornia, 1957. július 6. – 2018. január 14.) olimpiai ezüstérmes amerikai súlyemelő.

## Pályafutása
Három olimpián vett részt. 1984-ben Los Angelesben ezüstérmet szerzett. Az 1988-as, szöuli olimpián a negyedik, az 1992-es barcelonai olimpián a nyolcadik helyen végzett. Pályafutása során egy világbajnoki ezüstérmet szerzett, a pánamerikai játékokon mind a háromfajta éremből egyet-egyet nyert.

## Sikerei, díjai
- Olimpiai játékok
  - ezüstérmes: 1984, Los Angeles (+ 110 kg)
- Világbajnokság (+ 110 kg)
  - ezüstérmes 1984
- Pánamerikai játékok
  - aranyérmes: 1987, Indianapolis
  - ezüstérmes: 1991, Havanna
  - bronzérmes: 1995, Mar del Plata